# Списък на реките в Кентъки
Списъкът на реките в Кентъки включва основните реки, които текат през щата Кентъки, Съединените американски щати.
Щатът се отводнява чрез река Мисисипи в Мексиканския залив. Най-голямата река в Кентъки е Охайо, която тече по северната граница на щата. Други по-големи реки са Кентъки, Къмбърланд и Грийн Ривър.

## Списък по водосборен басейн
- Мисисипи
  - Охайо
    - Тенеси
    - Трейдуотър
    - Къмбърланд
    - Грийн Ривър
      - Понд Ривър
      - Руж Ривър
      - Барън Ривър
      - Нолин

    - Солт Ривър
      - Ролинг Ривър

    - Кентъки
      - Норд Форк
      - Саут Форк

    - Ликинг Ривър
    - Биг Санди Ривър
      - Ливайса Форк
      - Тъг Форк

## По азбучен ред
- Барън Ривър
- Биг Санди Ривър
- Грийн Ривър
- Кентъки
- Къмбърланд
- Ливайса Форк
- Ликинг Ривър
- Нолин
- Норд Форк на Кентъки
- Охайо
- Понд Ривър
- Ролинг Ривър
- Руж Ривър
- Саут Форк на Кентъки
- Солт Ривър
- Тенеси
- Трейдуотър
- Тъг Форк